# Жан Амері
Жан Амері (нім. Jean Améry, власне Ганс [Хаїм] Маєр, нім. Hans Mayer; 31 жовтня 1912, Відень — 17 жовтня 1978, Зальцбург) — австрійський письменник, журналіст, кінокритик, есеїст.

## Біографія

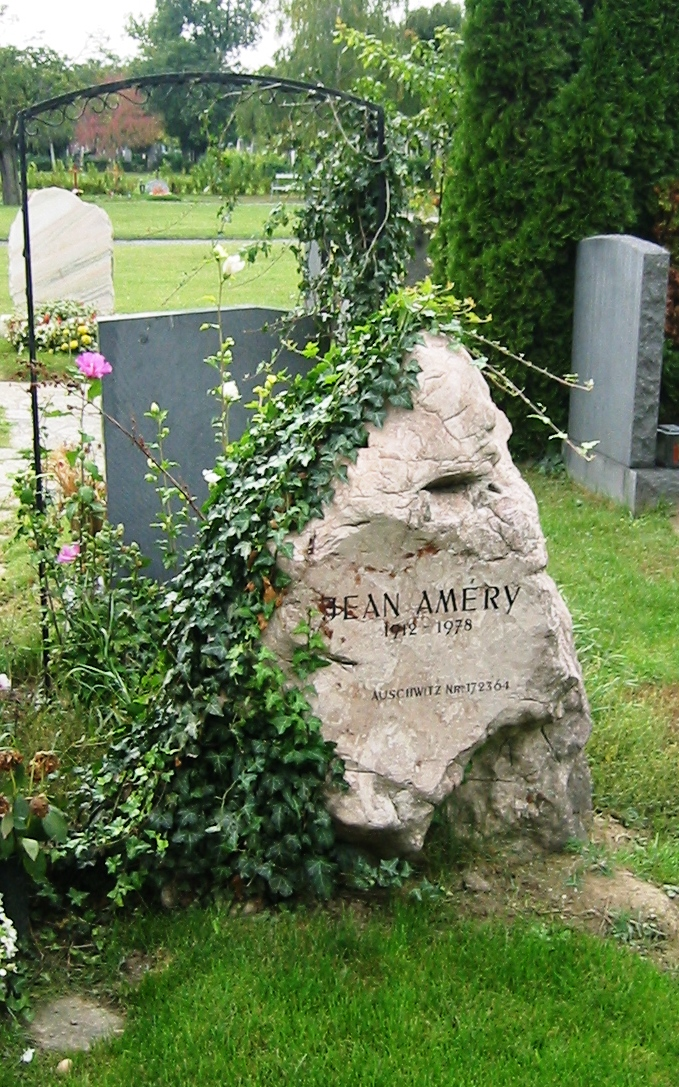
Могила Жана Амері на Центральному цвинтарі у Відні

Народився в єврейській родині. Батько, Пауль Маєр (1883—1917), загинув на фронті в Першу світову війну, мати Валері Маєр (до шлюбу Ґольдшмідт; 1879—1939) виховала сина в католицькій вірі. Дитинство й отроцтво провів у містечку Гогенемс (земля Форарльберг в Альпах, на крайньому заході Австрії), де його родина жила з XVII століття.
1926 року разом з матір'ю переїхав до Відня. Після недовгого побуту в Берліні знову повернувся до Відня, де вивчився на книгаря й потім працював у книгарні народного університету в районі Леопольдштадт. У Віденському університеті як вільний слухач відвідував лекції з філософії та літератури, займався самоосвітою. У Відні Жан Амері познайомився з Германом Брохом, Робертом Музілем та Еліасом Канетті. Він був близький до Віденського гуртка, познайомився з Людвігом Вітгенштайном, Моріцом Шліком, Отто Нойратом, Рудольфом Карнапом. У цей час Жан Амері друкувався в літературному журналі «Die Brücke» (1934).
Прочитавши Нюрнберзькі закони нацистів про євреїв (1935), усвідомив і прийняв, що він — єврей. Після Аншлюсу (Березень 1938) емігрував до Франції, а 1941 — до Бельгію. Приєднався до Руху Опору, в липні 1943 року був заарештований гестапо за антинацистську пропаганду, зазнав жорстоких тортур у бельгійському таборі-фортеці Бріндонк. Потім був в'язнем таборів Аушвіц (Буна-Моновіц), Бухенвальд, Берген-Бельзен, звільнений у квітні 1945 року.
Після війни повернувся до Брюсселя, взяв псевдонім, переробивши власне ім'я на французький манер, тривалий час не хотів ні писати німецькою, ні розповідати про концентраційні табори, в яких перебував, ні ступати на німецьку землю. Автор есеїстичних книжок «Молодіжні зірки: Ідоли нашого часу» (1960), «Зачаровані джазом» (1961), «Герхардт Гауптман. Вічний німець» (1963).
1964 року на прохання німецького письменника Гельмута Гайссенбюттеля, який працював на радіо Південної Німеччини, Жан Амері виступив з текстом про долю інтелектуалів у концтаборі. Це поклало початок роботі над великою працею «За межами провини і спокути», яка вийшола друком 1966 року і донині залишається однією з найважливіших книг про концтабір, Голокост (Шоа) та долю євреїв у цій катастрофі. 1976 року вийшла друком книжка Жана Амері «Самогубство».
Через два роки після написання цієї книжки Жан Амері наклав на себе руки в зальцбурзькому готелі, вживши смертельну дозу барбітуратів.
Похований у Відні.

## Творчість
Ранні літературні проби Амері не були опубліковані. Передовсім, він не зміг опублікувати свій юнацький твір «Ті, що зазнали кораблетрощі» (Die Schiffbrüchigen), попри схвальні відгуки Томаса Манна та Роберта Музіля.
Свій досвід перебування в нацистських концтаборах Жан Амері виклав у збірці есеїв «Поза межами провини і спокути» («Jenseits von Schuld und Sühne») — творі, публікація якого в 1966 році зробила його відомим у німецькомовному світі і який є одним з центральних текстів німецькомовної літератури про Голокост. Фігури табірника і єврея, єврея-в'язня, приреченого на неминуче знищення, стають для Жана Амері точками відліку для вироблення філософії нового, радикального (або інтегрального) гуманізму.
Наступного року він різко виступив проти спроби Адорно філософськи осмислити Аушвіц в есеї під назвою «Абсолютна негативність» «мовою, захопленою самою собою аж до самозасліплення».
У 1969 році Амері опублікував у «Die Zeit» широко відомий есей «Почесний антисемітизм» («Der ehrbare Antisemitismus»), в якому розглянув ненависть до євреїв, яка не припинилася після 1945 року, і, зокрема, антисемітизм, спроектований на Ізраїль серед лівих кіл інтелектуалів. Він прийшов до висновку: Якщо історична приреченість єврейського або антисемітського питання, яке цілком може включати в себе заснування нині існуючої держави Ізраїль, в свою чергу використовується для конструювання ідеї єврейської провини, то відповідальність за це лежить на «лівих, які забувають себе». Таким чином, він був одним з перших, хто звернув увагу на «антисемітські тенденції в німецьких лівих». Протягом усього свого життя Амері вважав себе частиною лівих і намагався реформувати їх.
Важливим літературним твором Амері є його роман-есе «Лефе, або Знесення», опублікований у 1974 році, в якому головний герой Лефе — данина поваги другу Амері, художнику Еріху Шміду — змальовує естетику занепаду та заперечення. У своїй останній прижиттєвій книзі «Шарль Боварі, сільський лікар. Портрет простої людини», Амері виступив зі звинуваченням Гюстава Флобера, автора «Мадам Боварі», у нехтуванні та неправильному висвітленні характеру Шарля Боварі у своєму романі.

## Визнання
Лауреат премії німецької критики (1970) та літературної премії Баварської академії образотворчих мистецтв (1972), премії Відня за публіцистику (1976), премії Лессінга міста Гамбург (1977).
Книжки Жана Амері перекладені англійською, французькою, італійською, іспанською, нідерландською, польською, чеською, словацькою, румунською, угорською та ін. мовами.

## Вибрані твори
- Die Schiffbrüchigen. роман (1935)
- Karrieren und Köpfe: Bildnisse Berühmter Zeitgenossen. Zurich: Thomas, 1955.
- Teenager-Stars: Idole Unserer Zeit. Vienna: Albert Müller, 1960.
- Im Banne Des Jazz: Bildnisse Grosser Jazz-Musiker. Vienna: Albert Muller, 1961.
- Geburt der Gegenwart: Gestalten und Gestaltungen Der Westlicen Zivilisation Seit Kriegsende. Olten: Walter, 1961.
- Gerhart Hauptmann: Der Ewige Deutsche. Stieglitz: Handle, 1963
- Jenseits Von Schuld und Sühne: Bewältigungsversuche eines Überwältigen. Munich: Szczesny, 1966.
- Über Das Altern: Revolte Und Resignation. Stuttgart: Klett, 1968.
- Unmeisterliche Wanderjahre. Stuttgart: Klett, 1971.
- Lefeu Oder Der Abbruch. Stuttgart: Klett, 1974.– роман-есе
- Hand an Sich Legen. Stuttgart: Klett, 1976.
- Charles Bovary, Landarzt. Stuttgart: Klett, 1978.
- Bücher aus Der Jugend Unseres Jahrhunderts. Stuttgart: Klett Cotta, 1981.
- Der Integrale Humanismus: Zwischen Philosophie Und Literatur. Aufsätze Und Kritiken Eines Lesers, 1966—1978. Stuttgart: Klett-Cotta, 1985.
- Jean Amery, der Grenzganger: Gesprach mit Ingo Hermann in der Reihe «Zeugen des Jahrhunderts»/ Ed. Jürgen Voigt. Göttingen: Lamuv, 1992 (інтерв'ю).

Твори, опубліковані посмертно
- Die Schiffbrüchigen. роман, перше видання за машинописом на 400 с. з архіву Амері, що зберігається в DLA, можливо написаний у 1934—1935 роки (уривки було опубліковано під заголовком Die Entwurzelten 1935 у виданні Wiener Jahrbuch 1935). Klett, Stuttgart 2007, ISBN 978-3-608-93663-6
- Cinéma. Texte zum Film. Klett, Stuttgart 1994
- Der integrale Humanismus. Zwischen Philosophie und Literatur. Aufsätze und Kritiken eines Lesers 1966—1978. Klett, Stuttgart 1985
- «Weiterleben — aber wie?» Essays 1968—1978. Klett, Stuttgart 1982
- Bücher aus der Jugend unseres Jahrhunderts. Klett, Stuttgart 1981
- Örtlichkeiten. Nachwort Manfred Franke. Klett, Stuttgart 1980

Вибрані твори
- Werke in neun Bänden. Klett, Stuttgart 2002 ff.